# Just in Case
Just in Case è un singolo del cantante country statunitense Morgan Wallen, pubblicato il 31 marzo 2025. Il singolo è stato estratto dal quarto album in studio del cantante, I'm the Problem.

## Promozione e pubblicazione
Wallen ha anticipato l'uscita della nuova canzone sui suoi account social il 14 marzo 2025. Il 20 marzo 2025, Wallen ha annunciato che I'm the Problem sarebbe uscito il 16 maggio 2025 e il giorno successivo ha pubblicato "Just in Case" e "I'm a Little Crazy" come singoli promozionali. Una settimana dopo, è stato annunciato che "Just in Case" sarebbe stato trasmesso immediatamente alla radio country il 31 marzo 2025, come quarto singolo ufficiale dell'album.

## Classifiche
| Classifica (2025) | Posizione massima |
| ----------------- | ----------------- |
| Australia         | 61                |
| Canada            | 12                |
| Irlanda           | 77                |
| Stati Uniti       | 4                 |